# Raphael Kötters
Raphael Kötters (* 21. Januar 2001) ist ein belgischer Handballspieler, der dem Kader der belgischen Nationalmannschaft angehört.

## Karriere

### Im Verein
Kötters durchlief beim belgischen Verein HC Eynatten sämtliche Jugendmannschaften. Anschließend gehörte er dem Erstligakader von HC Eynatten an. Im Jahr 2021 wechselte der Rückraumspieler zum französischen Verein Istres Provence Handball. Dort lief der Linkshänder in der Saison 2021/22 vorrangig für die 2. Mannschaft auf und bestritt vereinzelt Partien für die Erstligamannschaft. Seit dem Sommer 2022 besitzt er einen Profivertrag bei Istres Provence Handball.

### In Auswahlmannschaften
Kötters lief für die belgische Jugendnationalmannschaft auf. Am 3. November 2021 gab Kötters sein Länderspieldebüt für die belgische A-Nationalmannschaft gegen Griechenland. Er gehörte dem belgischen Aufgebot für die Weltmeisterschaft 2023 an. Bei der WM war er mit 28 Toren in sechs Spielen bester Werfer für seine Mannschaft, die das Turnier nach der Hauptrunde auf dem 21. Platz abschloss.
Bislang bestritt Kötters 21 Länderspiele für Belgien, in denen er 50 Treffer erzielte.